# HMS Speedy (J17)
«Спіді» (англ. HMS Speedy (J17) — військовий корабель, тральщик типу «Гальсіон» Королівського військово-морського флоту Великої Британії часів Другої світової війни.
Корабель брав участь у бойових діях на морі в Другій світовій війні, переважно бився у Північній Атлантиці, у Середземному морі, супроводжував арктичні та мальтійські конвої, підтримував дії морського десанту після висадки в Нормандії.

## Історія створення
Тральщик «Спіді» закладений 1 грудня 1937 року на верфі William Hamilton and Company у Порт-Глазго. 23 листопада 1938 року він був спущений на воду, а 7 квітня 1939 року увійшов до складу Королівських ВМС Великої Британії. 

## Історія служби

### Початок війни
Ще до початку воєнних дій у Європі, «Спіді» разом з тральщиками «Брамбл», «Брітомарт», «Хазард», «Гебе», «Шарпшутер» і «Сігал» за наказом командування провели навчання з перевірки мінної безпеки в затоці Лайм. З початком війни переведений до Скапа-Флоу. 14 жовтня разом з іншими тральщиками прибув до Клайду, куди перейшов Домашній флот імперії після затоплення німецьким підводним човном U-47 капітан-лейтенанта Г. Пріна лінкора «Роял Оук», з метою прочісування навколишніх вод та виявлення німецьких мін і підводних човнів.

### 1941
З 18 жовтня 1941 року тральщик «Спіді» супроводжував арктичні конвої PQ 2 з Ліверпуля до Архангельська й QP 2 зворотно до Керкволла.
На початку листопада він направлений до району Північно-Західних підходів для виконання завдань з охорони арктичних конвоїв до СРСР. З 17 по 27 листопада супроводжував конвой PQ 4 до входу в Кольську затоку.
17 грудня 1941 року «Спіді» разом з тральщиком «Хазард» здійснювали протичовнове патрулювання поблизу півострову Рибальський, коли британці були атаковані німецькими есмінцями Z23, Z24, Z25 і Z27. На відстані 14 миль від мису Городецького зав'язався бій між британськими та німецькими кораблями, в ході якого «Спіді» дістав влучення з корабля противника, й під прикриттям поганих погодних умов відірвався від переслідувачів та разом з «Хазард» прибули до Мурманська.

### 1942
У червні 1942 року тральщик залучався до проведення операції «Гарпун» — спробі Королівського військово-морського флоту Великої Британії провести конвой на Мальту під час битви на Середземному морі.
15 червня 1942 року британський танкер Kentucky був серйозно пошкоджений у наслідок авіаційного нальоту ворожої авіації. «Спіді» узяв судно на буксир та намагався тягнути його до визначеної цілі, однак через великий ризик бути знищеними німецько-італійськими літаками, танкер був покинутий та згодом затонув.
Операція «Гарпун» проводилася одночасно з іншим конвоєм союзників, що прямував на острів з Єгипту — операцією «Вігорос». Обидва конвої перевозили значну кількість продовольства та майна на Мальту, що серйозно потерпала в умовах багаторічної облоги країнами Осі. Однак обидві спроби прорватися закінчилися провалом.